# Andrew Hinds
Andrew Hinds, född 25 april 1984, är en friidrottare från Barbados. Han deltog vid olympiska sommarspelen 2008.